# Бумажный роман
«Бумажный роман» (англ. Paperman) — чёрно-белый короткометражный анимационный фильм 2012 года, созданный Walt Disney Animation Studios и режиссёром Джоном Карсом. Сочетает в себе традиционную и компьютерную анимацию. Обладатель премии «Оскар» в номинации Лучший анимационный короткометражный фильм.

## Сюжет
Середина двадцатого столетия, Нью-Йорк. Одинокий молодой человек по имени Джордж стоит на платформе станции метро в ожидании своего поезда. Неожиданно на платформе появляется девушка Мэг. Внезапный поток ветра вырывает из кипы документов парня листок, который врезается в лицо девушке, оставляя на себе след от её губной помады. Казалось бы, удачный повод для знакомства, однако приходит поезд и Мэг уезжает, оставляя после себя только след губной помады на бумаге.
Позже в офисе на работе Джордж неожиданно замечает в соседнем здании ту самую Мэг и безуспешно пытается привлечь к себе её внимание. Затем он один за другим складывает из бланков на столе бумажные самолётики и кидает их в окно, надеясь попасть в офис соседнего здания, где сидит девушка, однако расстояние между нью-йоркскими небоскрёбами очень большое и ни одна из попыток так и не приводит к желаемому результату.
Неожиданно бланки документов заканчиваются, и на столе остаётся один листок со следом от губной помады. Джордж собирает последний самолётик, но сильный порыв ветра вырывает его из рук. Тем временем Мэг собирается уходить и, чтобы её не потерять, Джордж собирается на выход. Неожиданно путь ему преграждает недовольный босс и приносит новую пачку бланков. Парень понимает, что может никогда больше не встретить ту девушку, и бросается к выходу.
К сожалению, он не успевает увидеть, в какую сторону она пошла, когда выбегает на улицу. Заметив на почтовом ящике самолётик, сделанный из последнего листка бумаги, Джордж со злостью хватает его и кидает в сторону. Самолётик подхватывает ветер и несёт его в закуток, куда воздушными потоками принесло самолётики всех неудачных попыток.
Вдруг снова поднимается ветер и складывается впечатление, что самолётики ожили. Затем самолётик со следом от губной помады летит в сторону Мэг, в то время как все остальные организованной группой летят в сторону Джорджа. Найдя девушку, самолётик с помадой начинает увлекать её за собой, когда как молодого человека группе самолётиков приходится тащить силой. В конечном итоге и парень и девушка садятся на поезда и едут в неизвестном направлении.
На последней станции самолётики замирают и позволяют выйти из вагонов «своим подопечным». На платформе Джордж и Мэг снова встречаются.

## Озвучивание
- Джон Карс — Джордж
- Кэри Уолгрен — Мэг
- Джефф Терли — Босс

## Создание
В интервью с Animation World Network Джон Карс рассказал, что впервые идея мультфильма к нему пришла ещё когда он работал аниматором в Blue Sky Studios в 90-х годах. Идея зародилась на Центральном вокзале Нью-Йорка, где Карс был вдохновлен наблюдениями за случайными знакомствами между людьми.

Джон Карс:

Каждое утро по пути на работу я прохожу через Центральный вокзал Нью-Йорка… и иногда встречаюсь взглядом со случайными прохожими, будь то привлекательная девушка или ещё кто. В такие моменты начинаешь задумываться над тем, «а можно ли это считать знакомством?». Вы ощущаете эту связь всего долю секунды, и вам становится интересно, что это был за человек. Это и есть первоначальный замысел: что если идеально подходящим друг другу людям выпадет шанс повстречаться? И если эти люди будут разлучены, как им встретиться вновь? И как может небольшой кусочек волшебства вмешаться и помочь им встретиться?
Оригинальный текст (англ.)Every morning on my way to work I would go through Grand Central Station ... and sometimes you’d meet eye to eye with people, just strangers, like a pretty girl or something, and you’d think is there a connection? You feel that connection for a split second and wonder who that person was. That’s the core idea of it – what if two people were really perfect for each other, and they had that chance meeting? And what if they were separated – how would those two people get back together again? And how could a little bit of magic and fate intervene to bring them back together?
— Failes, Ian. The inside story behind Disney’s Paperman. Fxguide. Fxguide.com, LLC (31 января 2013). Дата обращения: 7 октября 2013.
В результате, он написал историю «о молодом парне, повстречавшем девушку по пути на работу», однако, на самом деле эта история о том, «что случилось с ним, когда он попытался встретиться с ней снова». Описывая «Бумажный роман» как «сказку в большом городе», Карс предложил идею короткометражного мультфильма начальнику творческого отдела Джону Лассетеру и Walt Disney Animation Studios. Однако, студия отклонила проект, так как уже велась работа над мультфильмом «Рапунцель: Запутанная история». Проект был окончательно одобрен, когда студии «Дисней» понадобилось заполнить паузу между мультфильмами «Рапунцель: Запутанная история» и «Ральф».
Карс занимался раскадровкой и эскизами для мультфильма. По его признанию, работа над мультфильмом была действительно совместным процессом, во время которого было предложено много креативных идей. Прототипом главного героя — Джорджа — стал Джордж Бэйли из фильма «Эта прекрасная жизнь» (1946). Как отмечает Карс, Бэйли, как и Джордж, испытывает полную гамму жизненных переживаний от самых низких до самых возвышенных. Он живой человек, у которого случаются неудачи и у которого есть мечты.

### Анимация
Во время производства мультфильма, в поисках способа сведения (используя методы традиционной или современной трёхмерной анимации), Карс открыл нечто среднее — гибридную векторную анимацию, в которой растр накладывается на основе чертежа, а анимирование производится с помощью захвата движения актёров.
Дизайн персонажей очень похож на дизайн из традиционных диснеевских мультфильмов, таких как «101 далматинец» (1961). В частности, можно провести несколько сравнений между Джорджем из «Бумажного романа» и Роджером из «101 далматинца», у которых очень похожая отрисовка контуров тела.
Дизайн Джорджа во время производства неоднократно изменялся. Карс постоянно намеревался нарисовать этого персонажа с большим носом:

Я подумал, будет здорово, если у него будет большой нос: если вы начнете рисовать его, делая разрывы между линиями контура, то легко представите его структуру, делая его необычным и привлекательным.
Оригинальный текст (англ.)I thought it would be okay if he could have a big nose. If you put breaks in it, and so forth, give it structure. It can still be really fun and attractive.

Много времени аниматор Глен Кин (англ. Glen Keane) уделил персонажу Мэг. Карс хотел, чтобы оба его персонажа Джордж и Мэг были нарочно немного вытянутыми и соответствовали дизайну друг друга.
В «Бумажном романе» используется гибридная анимация, названная на студии «Меандром» (англ. Meander).
При описании уникального стиля анимации Карс сформулировал так: «Мы объединили вместе лучшее, что мы могли выразить через двухмерный рисунок, и стабильность и размерность CG. Это возвращает к работе над образами Глена Кина в мультфильме „Рапунцель: Запутанная история“».
Техника производства, использовавшаяся при создании мультфильма, называется «final line advection», дающая актерам и аниматорам больше возможностей и управления над окончательным продуктом, как если бы всё это делалось в одном отделе.

Во время работы над мультфильмом у нас не было отдельных отделов, занимающихся материалом и волосами. Здесь все складки, силуэты волос и тому подобное приходят после того, как утвержден дизайн на этапе принятия решений, который в свою очередь происходит во время 2D-отрисовки. Аниматоры могут изменять вещи, вообще стирать CG-слой, если они захотят, и менять контуры рук. Также они могут рассчитывать материю на поверхности, используя технику Милта Каля, если им потребуется.
Оригинальный текст (англ.)In Paperman, we didn’t have a cloth department and we didn’t have a hair department. Here, folds in the fabric, hair silhouettes and the like come from of the committed design decision-making that comes with the 2D drawn process. Our animators can change things, actually erase away the CG underlayer if they want, and change the profile of the arm. And they can design all the fabric in that Milt Kahl kind-of way, if they want to.
— A Little More About Disney’s “Paperman”

## Релиз
Премьера анимационного короткометражного фильма состоялась в июне 2012 года на Международном фестивале анимационных фильмов в Аннеси. Театральный релиз прошёл перед премьерой мультфильма «Ральф», которая состоялась 2 ноября 2012 года. 18 декабря 2012 года Walt Disney Records был выпущен саундтрек Кристофера Бека. 29 января 2013 года короткометражка была выложена на YouTube.

## Критика
Кинокритик Джефф Шеннон называет короткометражку «блестящей от начала до конца», пишет, что фильм «ещё раз доказал, что традиционная 2D-анимация ничуть не менее выразительна, чем компьютерная 3D».
Леонард Малтин назвал фильм «забавной и оригинальной историей любви», отметив, что это «само совершенство».